# Saint-Denis-des-Coudrais
Pour les articles homonymes, voir Saint-Denis.
Saint-Denis-des-Coudrais est une commune française, située dans le département de la Sarthe en région Pays de la Loire, peuplée de 113 habitants (les Dionysiens).
La commune fait partie de la province historique du Maine, et se situe dans le Haut-Maine.

## Géographie
La commune fait partie de la région naturelle du Perche et dépend du canton de La Ferté-Bernard.
| Bonnétable | Saint-Georges-du-Rosay   |                                               |
|            | Saint-Denis-des-Coudrais | La Bosse                                      |
| Prévelles  | Tuffé                    | {\displaystyle +} (quadripoint) Boëssé-le-Sec |

Un quadripoint (point de la surface de la Terre qui touche quatre régions distinctes) est formé par les limites communales de Saint-Denis-des-Coudrais au nord-ouest, La Bosse au nord-est, Boëssé-le-Sec au sud-est et Tuffé au sud-ouest.

### Climat
Pour des articles plus généraux, voir Climat des Pays de la Loire et Climat de la Sarthe.
En 2010, le climat de la commune est de type climat océanique dégradé des plaines du Centre et du Nord, selon une étude du CNRS s'appuyant sur une série de données couvrant la période 1971-2000. En 2020, Météo-France publie une typologie des climats de la France métropolitaine dans laquelle la commune est exposée à un climat océanique altéré et est dans la région climatique  Moyenne vallée de la Loire, caractérisée par une bonne insolation (1 850 h/an) et un été peu pluvieux. 
Pour la période 1971-2000, la température annuelle moyenne est de 11 °C, avec une amplitude thermique annuelle de 14,2 °C. Le cumul annuel moyen de précipitations est de 736 mm, avec 11,9 jours de précipitations en janvier et 7,4 jours en juillet. Pour la période 1991-2020, la température moyenne annuelle observée sur la station météorologique de Météo-France la plus proche, sur la commune du Luart à 11 km à vol d'oiseau, est de 12,0 °C et le cumul annuel moyen de précipitations est de 686,4 mm,. Pour l'avenir, les paramètres climatiques de la commune estimés pour 2050 selon différents scénarios d'émission de gaz à effet de serre sont consultables sur un site dédié publié par Météo-France en novembre 2022.

## Urbanisme

### Typologie
Au 1er janvier 2024, Saint-Denis-des-Coudrais est catégorisée commune rurale à habitat très dispersé, selon la nouvelle grille communale de densité à sept niveaux définie par l'Insee en 2022.
Elle est située hors unité urbaine. Par ailleurs la commune fait partie de l'aire d'attraction de La Ferté-Bernard, dont elle est une commune de la couronne,. Cette aire, qui regroupe 37 communes, est catégorisée dans les aires de moins de 50 000 habitants,.

### Occupation des sols
L'occupation des sols de la commune, telle qu'elle ressort de la base de données européenne d’occupation biophysique des sols Corine Land Cover (CLC), est marquée par l'importance des territoires agricoles (88,9 % en 2018), une proportion identique à celle de 1990 (88,9 %). La répartition détaillée en 2018 est la suivante : 
prairies (61 %), terres arables (27,9 %), forêts (11,1 %). L'évolution de l’occupation des sols de la commune et de ses infrastructures peut être observée sur les différentes représentations cartographiques du territoire : la carte de Cassini (XVIIIe siècle), la carte d'état-major (1820-1866) et les cartes ou photos aériennes de l'IGN pour la période actuelle (1950 à aujourd'hui).

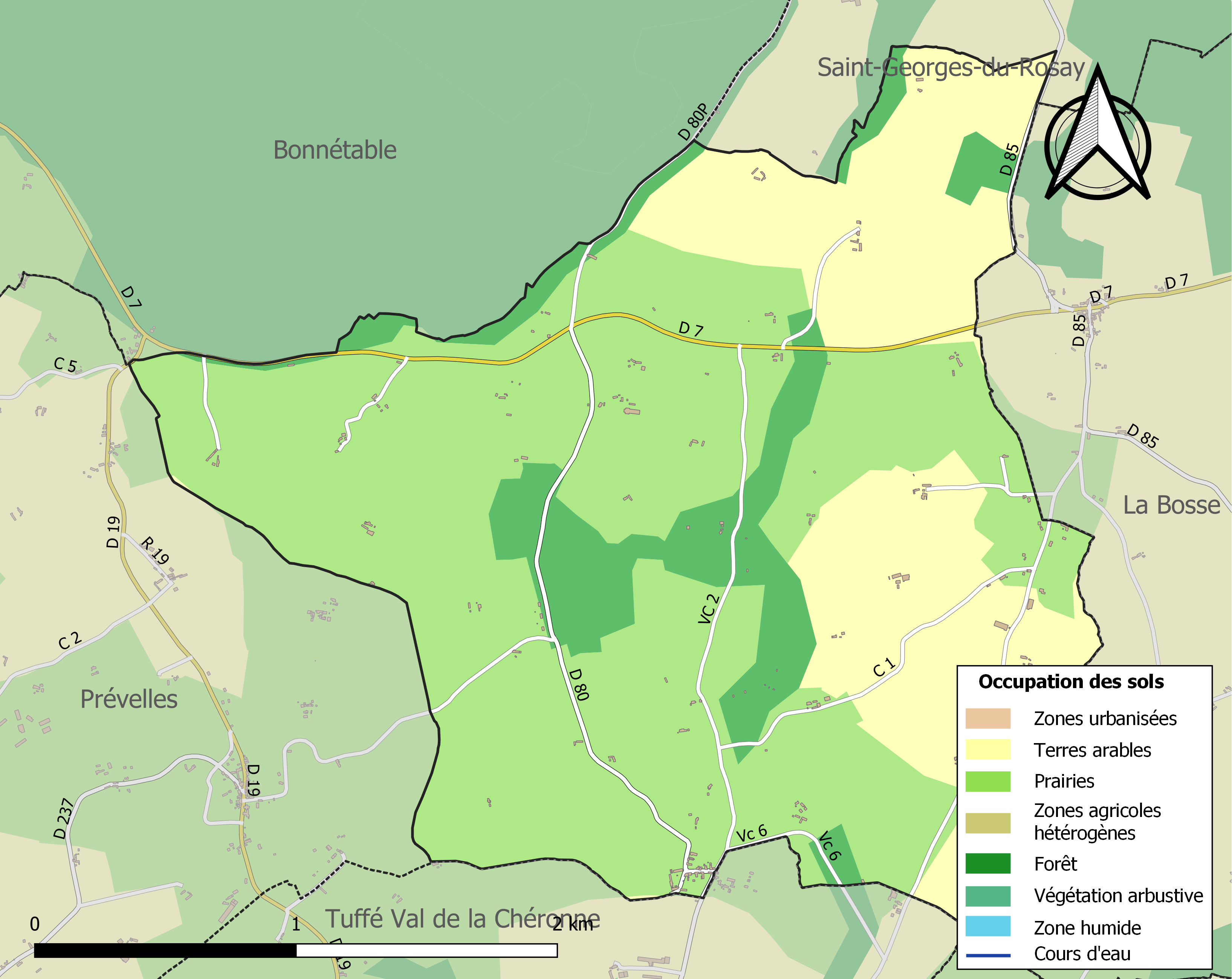
Carte des infrastructures et de l'occupation des sols de la commune en 2018 (CLC).

## Toponymie
La forme de S. Dionisio est attestée en 1097-1100. La paroisse est dédiée à Denis de Paris.
Durant la Révolution, la commune porte le nom de Denis-des-Coudrais.

## Politique et administration
| Période                                  | Période       | Identité            | Étiquette | Qualité  |
| ---------------------------------------- | ------------- | ------------------- | --------- | -------- |
| ?                                        | mars 2001     | Maurice Lemercier   |           |          |
| mars 2001                                | mars 2008     | Alain Gervais       |           |          |
| mars 2008                                | novembre 2008 | Jacques Blot        | SE        | Retraité |
| novembre 2008                            | En cours      | Jean-Yves Hermeline | SE        | Éleveur  |
| Les données manquantes sont à compléter. |               |                     |           |          |

Le conseil municipal est composé de onze membres dont le maire et deux adjoints.

## Démographie
L'évolution du nombre d'habitants est connue à travers les recensements de la population effectués dans la commune depuis 1793. Pour les communes de moins de 10 000 habitants, une enquête de recensement portant sur toute la population est réalisée tous les cinq ans, les populations de référence des années intermédiaires étant quant à elles estimées par interpolation ou extrapolation. Pour la commune, le premier recensement exhaustif entrant dans le cadre du nouveau dispositif a été réalisé en 2007.
En 2022, la commune comptait 113 habitants, en évolution de −4,24 % par rapport à 2016 (Sarthe : −0,25 %, France hors Mayotte : +2,11 %).
Saint-Denis-des-Coudrais a compté jusqu'à 669 habitants en 1821.
| 1793 | 1800 | 1806 | 1821 | 1831 | 1836 | 1841 | 1846 | 1851 |
| ---- | ---- | ---- | ---- | ---- | ---- | ---- | ---- | ---- |
| 600  | 602  | 660  | 669  | 664  | 653  | 625  | 574  | 576  |

| 1856 | 1861 | 1866 | 1872 | 1876 | 1881 | 1886 | 1891 | 1896 |
| ---- | ---- | ---- | ---- | ---- | ---- | ---- | ---- | ---- |
| 533  | 503  | 478  | 438  | 440  | 447  | 419  | 458  | 474  |

| 1901 | 1906 | 1911 | 1921 | 1926 | 1931 | 1936 | 1946 | 1954 |
| ---- | ---- | ---- | ---- | ---- | ---- | ---- | ---- | ---- |
| 402  | 367  | 391  | 305  | 288  | 263  | 233  | 232  | 210  |

| 1962 | 1968 | 1975 | 1982 | 1990 | 1999 | 2006 | 2007 | 2012 |
| ---- | ---- | ---- | ---- | ---- | ---- | ---- | ---- | ---- |
| 212  | 214  | 143  | 103  | 81   | 89   | 115  | 118  | 124  |

| 2017 | 2022 | - | - | - | - | - | - | - |
| ---- | ---- | - | - | - | - | - | - | - |
| 114  | 113  | - | - | - | - | - | - | - |

## Lieux et monuments
- Église Saint-Denis, des XVe et XVIe siècles, inscrite au titre des Monuments historiques depuis le 8 décembre 2008[21]. Elle abrite un retable du XVIIe siècle, et différents objets classés au titre d'objets[22].
- Presbytère du XVIIIe siècle[23].

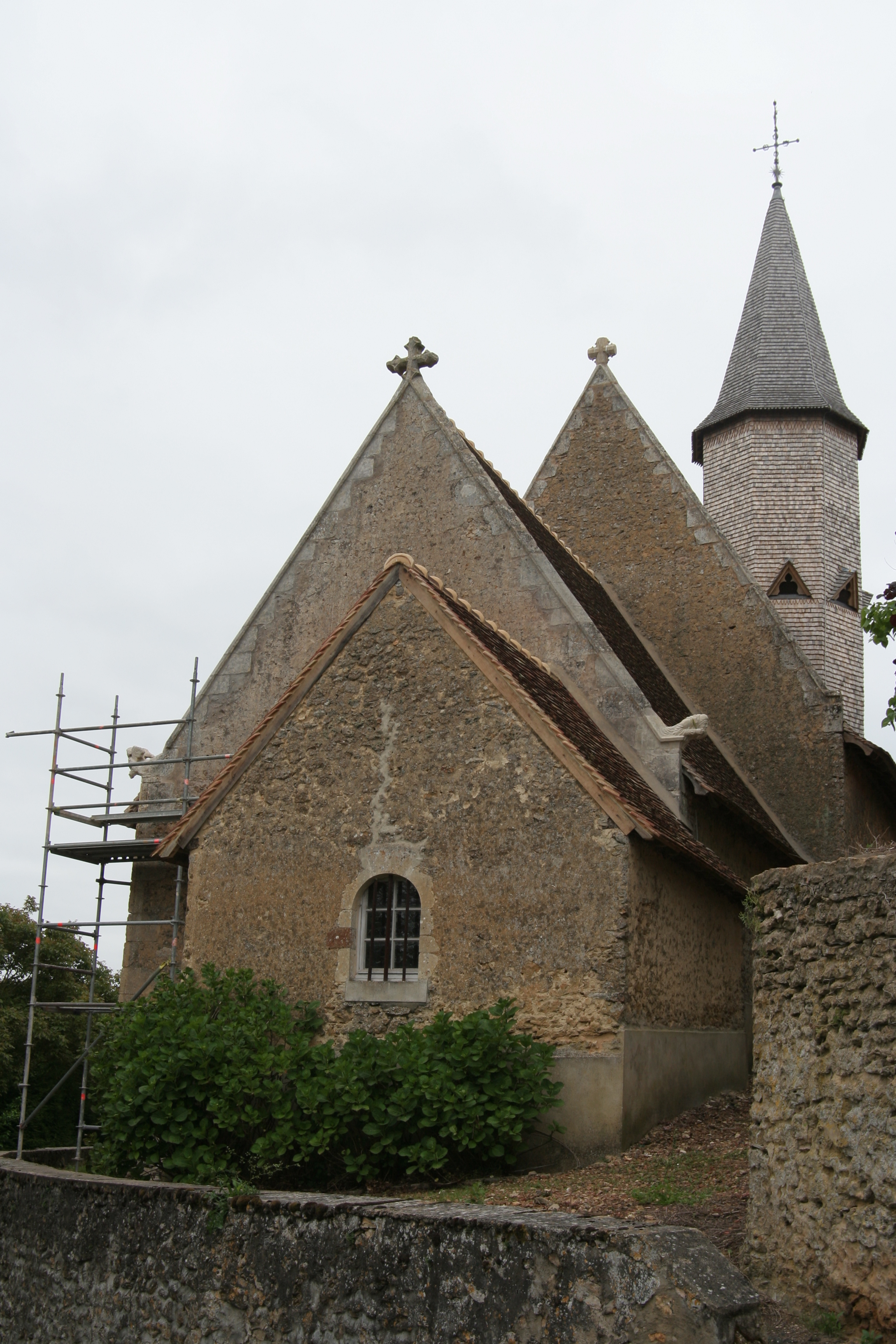
Le chœur de l'église Saint-Denis.
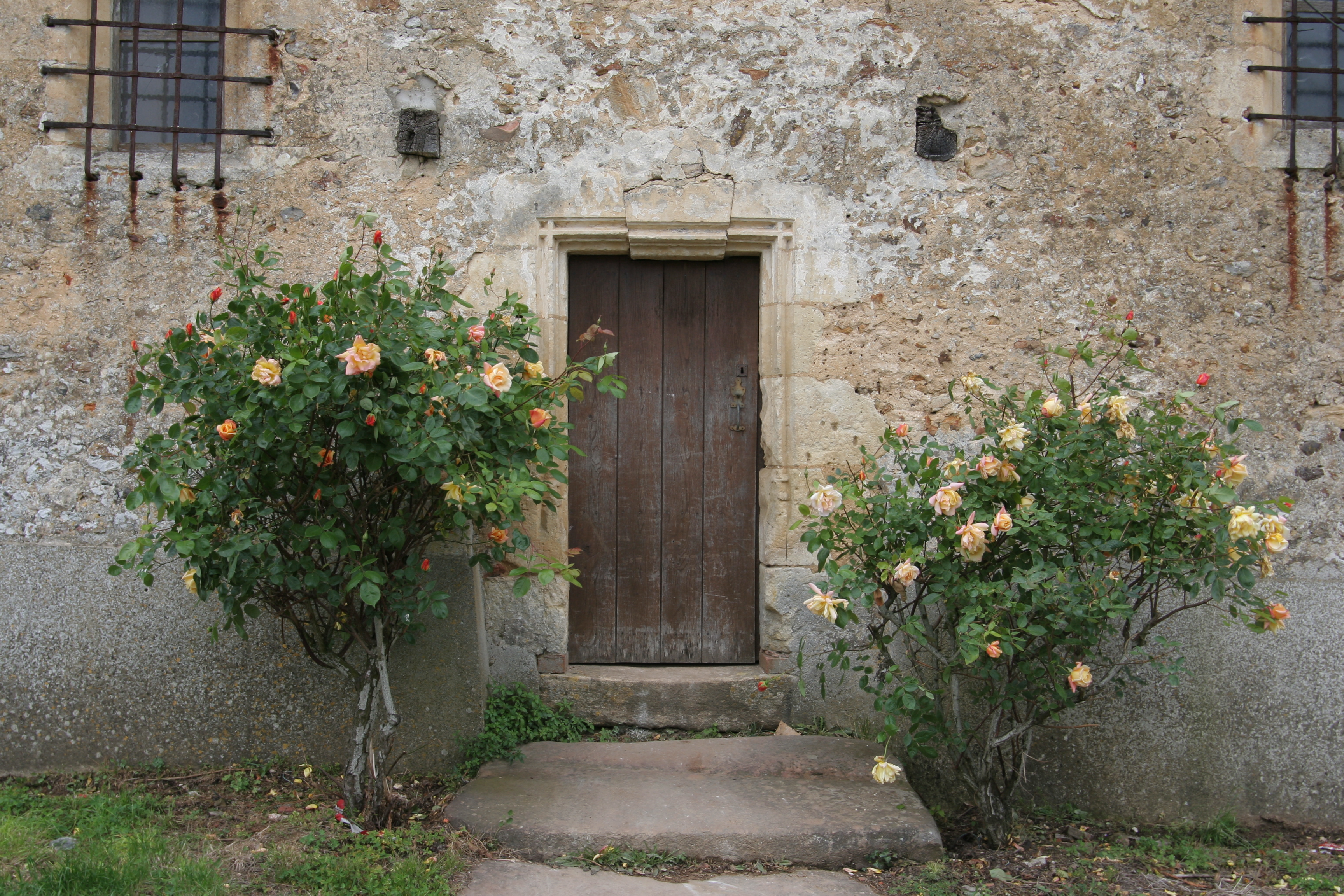
La nef de l'église Saint-Denis.

## Activité et manifestations
En 2021 s'est tenue la 10e édition du festival de la Chéronne.

## Personnalités liées
- Hyacinthe-François-Georges de Monteclerc (1719-1764), militaire, seigneur de Saint-Denis-des-Coudrais à la fin de sa vie.